# Verderena
Verderena ist ein Ort und eine ehemalige Gemeinde (Freguesia) im portugiesischen Kreis Barreiro. Die Gemeinde hatte 10253 Einwohner (Stand 30. Juni 2011).
Am 29. September 2013 wurden die Gemeinden Verderena, Alto do Seixalinho und Santo André zur neuen Gemeinde União das Freguesias de Alto do Seixalinho, Santo André e Verderena zusammengeschlossen.